# The Ice Storm
The Ice Storm är en amerikansk dramafilm från 1997 i regi av Ang Lee. Manuset bygger på en roman skriven av Rick Moody.

## Handling
Filmen fokuserar speciellt på två familjer i början av 1970-talet, som bor i ett medelklassamhälle i Connecticut (som under Thanksgiving-helgen 1973 drabbas av en isstorm) och försöker komma underfund med livet, och sig själva, allt eftersom Watergateaffären och Vietnamkriget utspelas i bakgrunden.

## Medverkande (urval)
- Kevin Kline - Ben Hood
- Joan Allen - Elena Hood
- Sigourney Weaver - Janey Carver
- Henry Czerny - George Clair
- Tobey Maguire - Paul Hood
- Christina Ricci - Wendy Hood
- Elijah Wood - Mikey Carver
- Adam Hann-Byrd - Sandy Carver
- David Krumholtz - Francis Davenport
- Jamey Sheridan - Jim Carver
- Katie Holmes - Libbets Casey
- Allison Janney - Dot Halford

## Musik
Soundtracket till filmen innehåller musik av bland andra David Bowie och Frank Zappa.

## Kuriosa
- The Ice Storm var den amerikanska skådespelaren Katie Holmes debutfilm.